# کارشناسی ارشد مدیریت پروژه
کارشناسی ارشد مدیریت پروژه یا ام اس پی ام (به انگلیسی: Master of Science in Project Management) مدرک کارشناسی ارشد رشته مدیریت پروژه است که پیش نیاز آن داشتن مدرک کارشناسی از دانشگاه معتبر همراه با سابقه کار (به‌طور متوسط ۱۲ سال) است

## دانشگاه‌هایی که این رشته را تدریس می‌کنند
- دانشگاه بوستون
- Capella University
- دانشگاه سیتی در سیاتل
- Colorado Technical University
- DeVry University
- دانشگاه میشیگان شرقی
- مؤسسه فناوری فلوریدا
- دانشگاه نورت‌ایسترن
- Saint Mary's University of Minnesota
- مؤسسه فناوری استیونز
- دانشگاه آلاسکا در انکوریج
- دانشگاه هیوستون
- University of Management and Technology
- دانشگاه مریلند در کالج پارک
- University of Maryland University College
- University of Quebec
- دانشگاه تگزاس در دالاس
- Western Carolina University
- University of Wisconsin-Platteville